# نامه‌هایی از یک قاتل
نامه‌هایی از یک قاتل (انگلیسی: Letters from a Killer) فیلمی در ژانر جنایی معمایی به کارگردانی دیوید کارسون و محصول سال ۱۹۹۸ ایالات متحده آمریکا و بریتانیا است. فیلم‌نامه این فیلم توسط نیکلاس هیکس بیچ، شلی میلر و جان فاستر به رشته تحریر درآمده است. از بازیگران آن می‌توان به پاتریک سوویزی، کیم مایرز، جیا کاردیس، و راجر ای ماسلی اشاره کرد.

## داستان
رِیْسْ دارنل (Race Darnell) که یک زندانی بی‌گناه است، به جرم قتل همسرش که به ضرب گلوله کشته و انگشت دستش قطع شده بود، به مدت ۷ سال است که در زندان منتظر صدور حکم نهایی است. در طی این مدت، او کتاب زندگی‌نامه خود و شرح اتفاقات روز کشته شدن همسرش را در زندان نوشت و منتشر کرد که فروش خوبی هم داشت. در طی این مدت، ۴ زن که معتقند او بی‌گناه است، برای او نامه، نوار کاست و عکس ارسال می‌کنند و او هم صدای خود را روی نوار کاست ضبط می‌کند و برای آنها می‌فرستد. دو زندانبان که از او خوششان نمی‌آید و مجبورند همه کاست‌های ارسالی او که تعدادشان هم زیاد است را چک کنند، برای تغییر این وضعیت، دو نوار کاست او را در پاکت‌های جابه‌جا می‌گذارند تا به دست زن‌های متفاوتی برسد، چون هیچ یک از آن ۴ زن نمی‌دانند او با سه زن دیگر هم در ارتباط است. پس از ارسال آن نوارهای کاست، یکی از زن‌هایی که کاست اشتباهی دریافت کرده است، متوجه می‌شود دارنل حداقل با یک زن دیگر هم به همین شیوه در ارتباط است چون دارنل معمولاً در نوارهای کاست خود نام شخص را نمی‌آورد ولی در یکی از آن کاست‌های جابه‌جا شده، نام مخاطب ذکر می‌شود. آن زن دو مرتبه برای او کاست‌هایی حاوی تهدید به مرگ و توهین ارسال می‌کند. در همین حین دادگاه برای او حکم اعدام صادر می‌کند ولی یک وکیل که به پرونده او علاقه‌مند و معتقد به بی‌گناهی او است، پی می‌برد دادستان پرونده، ۷ سال پیش به دلیل انتخابات و توقع مردم از او و سیستم قضایی برای یافتن قاتل و مجازات او، یک شاهد که می‌توانست بی‌گناهی او را اثبات کند را به دادگاه معرفی نکرده بود. در آخر با فراخوانی و شهادت آن شاهد، حکم آزادی رِیْسْ دارنل صادر می‌شود ولی مردم با تجمع مقابل دادگاه مخالفت خود را نشان می‌دهند.
مدت کمی پس از آزادی او، چند قتل مشابه با قتل همسرش اتفاق می‌افتد و دارنل قبل از قتل در تمام مکان‌های جنایت حضور داشته است، پلیس او را مقصر می‌داند ولی …

## دوبله
این فیلم در ایران با همین عنوان، توسط مؤسسه قرن ۲۱ با دوبله فارسی پخش شد. مجوز پخش آن در اواخر سال ۱۳۸۲ گرفته شد و اوایل ۱۳۸۳ در ویدئو کلوب‌های سراسر کشور به صورت وی‌اچ‌اس و ویدئو سی‌دی منتشر شد.
عوامل دوبله:
- مترجم: حمیدرضا راهی
- مدیر دوبلاژ: خسرو خسروشاهی
- چنگیز جلیلوند - ریس دارنل (پاتریک سوویزی)
- زهره شکوفنده - لیتا (جیا کاردیس)